# Eliane Elias
Eliane Elias [eˈli̯an eˈlias], född 19 mars 1960 i São Paulo i Brasilien, är en brasiliansk jazzpianist, arrangör, vokalist och kompositör. Elias bor och arbetar sedan 1981 i New York. Hennes musik lätt är att känna igen på hennes jazzharmonier, hennes rika blandning av rytmiska stilar och (emellanåt) hennes mjuka, varma röst.

## Biografi
Elias började spela piano vid sex års ålder. Hennes mamma var pianist som ofta spelade jazzmusik i deras hem. Elias studerade vid Free Center of Music Apprenticeship i São Paulo. Hon började komponera och framföra egen musik när hon var sjutton. Hon blev känd för den brasilianska publiken när hon började spela med sångare/gitarristen Toquinho och poeten/underhållaren Vinicius de Moraes, som tillsammans gjorde konsertturnéer, mest i Sydamerika.
På en turné i Europa år 1981 mötte hon jazzbasisten Eddie Gomez och blev uppmuntrad att åka resa till New York. Efter att ha flyttat dit blev hon inbjuden att börja spela med Steps Ahead. Hon spelade in ett album med gruppen år 1983. Efter att ha lämnat Steps Ahead arbetade hon med Randy Brecker som hon även gifte sig med. De spelade in ett album namngett efter deras dotter, Amanda. 1986 blev Elias framgångsrik som bandledare. 1988 blev hon utnämnd till Best New Talent av tidningen JAZZIZ.
Hon har spelat in flera album inklusive en duett med Herbie Hancock. Deras skiva Solos and Duets (1995) blev nominerad till en Grammy i kategorin "Best Jazz Solo Performance". 1997 tillägnade den musikern Bob Brookmeyer ett helt album till hans arrangemang av Elias' kompositioner, med stöd av Danish Jazz Orchestra och publicerad under namnet Impulsive!, som blev nominerad till en Grammy för "Best Large Jazz Ensemble Album", 2001.
Hon var en av de medverkande artisterna i latin jazz-dokumentären Calle 54, utgiven 2000. På hennes album Around the City (2006) medverkar inga mindre än Vicente Amigo och Oscar Castro-Neves på gitarr.
Elias är gift med basisten Marc Johnson som hon tillsammans med har producerat flera album och framträde tillsammans på regelbundna konsertturnéer.

## Diskografi

### Originalalbum
- 1985 – Amanda
- 1986 – Illusions
- 1988 – Cross Currents
- 1989 – So Far So Close
- 1990 – Eliane Elias Plays Jobim
- 1991 – A Long Story
- 1992 – Fantasia
- 1993 – Paulistana
- 1993 – On the Classical Side
- 1995 – Solos and Duets med Herbie Hancock
- 1997 – Impulsive! med Bob Brookmeyer & The Danish Radio Jazz Orchestra
- 1997 – The Three Americas
- 1998 – Sings Jobim
- 2000 – Everything I Love
- 2002 – Kissed by Nature
- 2004 – Dreamer
- 2006 – Around the City
- 2008 – Something for You: Eliane Elias Sings & Plays Bill Evans
- 2008 – Bossa Nova Stories
- 2009 – Plays Live
- 2011 – Light My Fire
- 2012 – Swept Away
- 2013 – I Thought About You (A Tribute to Chet Baker)
- 2015 – Made in Brazil
- 2017 – Dance of Time
- 2018 – Music from Man of La Mancha
- 2019 – Love Stories
- 2021 – Mirror Mirror med Chick Corea och Chucho Valdés
- 2022 – Quietude

### Samlingsalbum
- 1995 – Best of
- 2001 – The Best of Eliane Elias, Vol. 1: Originals
- 2003 – Timeless Eliane Elias
- 2003 – Brazilian Classics
- 2004 – Giants of Jazz: Eliane Elias
- 2005 – Sings & Plays